# Novšići
Novšići (en serbe cyrillique : Новшићи; en albanais: Nokshiq) est un village du nord-est du Monténégro, dans la municipalité de Plav.

## Démographie

### Évolution historique de la population
| 1948 | 1953 | 1961 | 1971 | 1981 | 1991 | 2003 |
| ---- | ---- | ---- | ---- | ---- | ---- | ---- |
| 280  | 308  | 276  | 286  | 195  | 118  | 82   |